# Lament (álbum de Ultravox)
Lament es el séptimo álbum de estudio del grupo británico de música electrónica Ultravox, publicado en 1984. Es el cuarto álbum de la alineación considerada como clásica de la banda, con Midge Ure como figura central, además de haber sido el último en ese momento en que participara el baterista Warren Cann, por lo que marcó de manera no planeada el fin de otra etapa de la banda.

## Listado de canciones
| Lado A |                                 |          |  |
| N.º    | Título                          | Duración |  |
| 1.     | «White China»                   | 3:50     |  |
| 2.     | «One Small Day»                 | 4:30     |  |
| 3.     | «Dancing with Tears in My Eyes» | 4:39     |  |
| 4.     | «Lament»                        | 4:40     |  |

| Lado B |                          |          |  |
| N.º    | Título                   | Duración |  |
| 1.     | «Man of Two Worlds»      | 4:27     |  |
| 2.     | «Heart of the Country»   | 5:50     |  |
| 3.     | «When the Times Comes»   | 4:56     |  |
| 4.     | «A Friend I Call Desire» | 5:09     |  |

## Créditos
Warren Cann - batería, percusión electrónica, apoyo vocal.
Chris Cross - bajo, sintetizador, apoyo vocal.
Billy Currie - sintetizador, violín.
Midge Ure - vocalista principal, guitarra.